# Euro Hockey Espoirs Fille
Du 25 au 31 juillet 2010 se dispute la 15e édition de l'Euro Hockey Espoir 2010 sur le terrain du Lille Métropole Hockey Club.

## Équipes
- France